# Орловка (Брянская область)
Орловка — деревня в Жуковском районе Брянской области, в составе Жуковского городского поселения. 
 Расположена в 5 км к северо-востоку от Жуковки. Население — 41 человек (2010).

## История
Упоминается с середины XIX века как сельцо, владение Телепневых. Состояла в приходе села Фошни, а с 1898 года — посёлка (ныне города) Жуковки. С 1861 по 1925 гг. входила в состав Фошнянской волости Брянского (с 1921 — Бежицкого) уезда; позднее в Жуковской волости, Жуковском районе (с 1929).
С 1920-х гг. по 2005 год — в Гришинослободском сельсовете.
| Год       | 1866 | 1926 | 1979 | 1989 | 2002 | 2010 |
| --------- | ---- | ---- | ---- | ---- | ---- | ---- |
| Население | 102  | 164  | 110  | 65   | 46   | 41   |